# Nicolae Hâncu
Nicolae Dragoș Hâncu (n. 6 iulie 1940, Blaj) este un medic și nutriționist român, profesor universitar doctor. Din anul 2011 este membru de onoare al Academiei Române.
Între 1995-2009 a fost șeful catedrei de diabet, boli de nutriție și metabolism din cadrul Universității de Medicină și Farmacie „Iuliu Hațieganu” din Cluj. A fost, de asemenea, președintele Federației Române de Diabet.

## Distincții primite
- Ordinul Național "Steaua României" în grad de Cavaler, 1 decembrie 2017[4]